# Experimentelle Mathematik
Die Experimentelle Mathematik ist eine Disziplin der Mathematik, die zwischen der klassischen Mathematik und dem Rechnen mit dem Computer angesiedelt ist. Im Gegensatz zum wissenschaftlichen Rechnen, das der Lösung praktischer Probleme dient, unterstützt die experimentelle Mathematik die mathematische Forschung selbst. Der Computer ist Werkzeug zur Anwendung von Methoden der Numerischen Mathematik und der Computeralgebra. Prominente Anwendungsbeispiele sind das Vierfarbenproblem und die Keplersche Vermutung. Durch Anwendung des seit 1982 veröffentlichten LLL-Algorithmus konnten Andrew Odlyzko und Herman te Riele 1985 die Mertenssche Vermutung widerlegen.
Zur Förderung des Fachgebietes und seiner Methodik wurde 1992 die Zeitschrift Experimental Mathematics gegründet. Das Journal of Experimental Algorithmics erschien erstmals 1996 als papierlose Publikation der Association for Computing Machinery.
Der britische Numeriker Lloyd Nicholas Trefethen rief unter dem Titel 100-Digit Challenge im Februar 2002 einen Wettbewerb zur Lösung von zehn extrem schwierigen Berechnungsproblemen aus dem Bereich Scientific Computing aus. Deren Lösung mit möglichst großer Genauigkeit erforderte sowohl mathematische Findigkeit als auch die Beherrschung fortgeschrittenster numerischer Verfahren. Nach großer Beteiligung wurden die variantenreichen Lösungswege mit den erzielten Lösungen veröffentlicht und zeigten die unerwartete Leistungsfähigkeit der vereinten Bemühungen.